# As Marvels
The Marvels (bra/prt: As Marvels) é um filme estadunidense de super-herói de 2023 baseado nas personagens Carol Danvers, Kamala Khan e Monica Rambeau, da Marvel Comics. Produzido pelo Marvel Studios e distribuído pela Walt Disney Studios Motion Pictures, é uma sequência de Captain Marvel (2019), uma continuação da série Ms. Marvel (2022) e o trigésimo terceiro filme do Universo Cinematográfico Marvel. O filme foi dirigido por Nia DaCosta a partir de um roteiro que ela co-escreveu com Megan McDonnell e Elissa Karasik. É estrelado por Brie Larson como Carol Danvers, Teyonah Parris como Monica Rambeau e Iman Vellani como Kamala Khan, junto com Zawe Ashton,Gary Lewis, Park Seo-joon, Zenobia Shroff, Mohan Kapur, Saagar Shaikh e Samuel L. Jackson. No filme, Danvers, Monica e Kamala se unem depois de começarem a trocar de lugar toda vez que usam seus poderes.
A Marvel Studios confirmou os planos de fazer uma sequência de Captain Marvel em julho de 2019. O desenvolvimento começou em janeiro de 2020 com McDonnell contratado após trabalhar na minissérie WandaVision (2021). Larson deveria retornar do primeiro filme como Danvers, e DaCosta foi contratada para dirigir naquele mês de agosto. Em dezembro, foi revelado que Parris reprisaria seu papel como Monica Rambeau, de WandaVision, ao lado de Iman Vellani retornando como Kamala Khan, de Ms. Marvel. As filmagens da segunda unidade começaram em meados de abril de 2021 em New Jersey, e o título—referindo-se as três personagens e suas habilidades semelhantes—foi revelado no início de maio. As filmagens começaram em agosto de 2021 e foram concluídas em meados de maio de 2022, ocorrendo no Pinewood Studios, em Buckinghamshire e no Longcross Studios, em Surrey, Inglaterra, assim como em Los Angeles e em Tropea, Itália. O envolvimento de Karasik foi revelado durante a pós-produção.
The Marvels estreou em Las Vegas em 7 de novembro de 2023 e foi lançado nos Estados Unidos em 10 de novembro de 2023, como parte da Fase Cinco do UCM. Recebeu avaliações mistas da crítica, com elogios às atuações, mas críticas ao roteiro e inconsistências de tom. O filme teve um desempenho inferior nas bilheterias, arrecadando 206 milhões de dólares em todo o mundo contra um orçamento bruto de produção de 274,8 milhões de dólares, tornando-o o filme de menor bilheteria do MCU e um dos poucos filmes do MCU a resultarem em perdas financeiras.

## Enredo
O colapso da Inteligência Suprema leva a uma guerra civil entre as espécies Kree em seu mundo natal, Hala. O conflito torna o planeta estéril à medida que perde ar, água e luz solar.
Dar-Benn, a nova líder dos Kree, recupera um dos Braceletes Quânticos, enquanto Kamala Khan possui o outro. Dar-Benn aproveita o poder do Bracelete, combina-o com seu cajado, chamado de Arma Universal, e o usa para destruir um ponto de salto no espaço. A anomalia resultante é descoberta pela S.W.O.R.D.
Enquanto isso, Nick Fury, agora residente na estação espacial da S.A.B.E.R., intermedia negociações de paz entre os impérios Kree e Skrull. Fury chama Carol Danvers e Monica Rambeau para investigar uma anomalia de ponto de salto perto da S.A.B.E.R.. Quando Monica o toca, ela, Danvers e Kamala trocam de lugar por teletransporte. A troca faz com que as três lutem contra os inimigos Kree uns dos outros, deixando a casa dos Khans destruída em seu rastro.
Depois as três mulheres retornam aos seus lugares originais, Fury e Monica visitam Kamala na Terra. Quando Kamala demonstra ansiosamente seus poderes, ela troca de lugar com Danvers. Quando Danvers voa para longe, ela troca de lugar com Kamala no ar. O grupo supõe que os poderes baseados na luz de Danvers, Monica e Kamala estão ligados através de um emaranhado quântico, e que trocam de lugar quando qualquer uma delas usa seus poderes.
As três se juntam em uma colônia de refugiados Skrull no planeta Tarnax, onde as negociações de reassentamento foram dissolvidas. Dar-Benn abre outro ponto de salto, que drena a atmosfera de Tarnax para Hala para tentar restaurar seu ar. Após um esforço apressado para evacuar a colônia, Danvers, Monica e Kamala formam uma equipe informalmente referida por Kamala como "As Marvels". Danvers informa as outras sobre a lenda de que os Braceletes Quânticos foram usados para criar a rede de transporte do ponto de salto; as três ficaram emaranhadas devido ao contato mútuo com sua energia quando Dar-Benn a interrompeu, com a repetida ruptura de pontos de salto de Dar-Benn causando instabilidade à rede e colocando o universo em perigo.
Dar-Benn chega ao planeta Aladna, onde abre um ponto de salto para roubar a água do oceano para Hala. Seu plano final é roubar o sol da Terra para restaurar o de Hala. As Marvels lutam e subjugam Dar-Benn, mas ela rouba o Bracelete de Kamala e usa os dois em conjunto para abrir outro buraco no espaço. O esforço para fazer isso destrói Dar-Benn e deixa uma abertura para o multiverso. Depois que Kamala recupera os Braceletes, ela e Danvers usam seus poderes combinados para energizar Monica, permitindo-lhe fechar o buraco do outro lado, mas deixando-a presa em outra realidade no processo. Danvers voa até o sol de Hala e usa seu poder para restaurá-lo. A curta parceria com Danvers e Monica inspira Kamala a procurar outros heróis e formar um novo grupo, começando com Kate Bishop.
Em uma cena no meio dos créditos, Monica acorda em um universo paralelo onde encontra uma versão alternativa de sua mãe, Maria (como a heroína Binária), e o mutante Dr. Hank McCoy / Fera.

## Elenco
- Brie Larson como Carol Danvers / Capitã Marvel:
Uma Vingadora e ex-piloto de caça da Força Aérea dos EUA cujo DNA foi alterado durante um acidente, lhe concedendo força sobre-humana, projeção de energia e vôo.[5][6] Larson disse que o filme mergulharia mais fundo na personagem de Carol e em suas "complexidades" depois que sua história de origem foi apresentada em Captain Marvel (2019).[7] Desde os eventos de Avengers: Endgame (2019), Danvers tem estado principalmente fora da Terra no espaço, com Larson dizendo que ela "meio que se tornou uma viciada em trabalho e perdeu o contato com seu coração e com a família e amigos".[6]
- Teyonah Parris como Monica Rambeau:
Uma astronauta da S.A.B.E.R. com a habilidade de manipular todos os comprimentos de onda do espectro eletromagnético que está trabalhando com Nick Fury.[8][9][6] Ela é filha da amiga e colega aviadora de Danvers, Maria Rambeau, e admirava Danvers quando criança.[10] Parris disse que The Marvels exploraria ainda mais Monica além do que foi estabelecido em WandaVision (2021).[11] Ela fez boxe para se preparar para o papel.[6]
- Iman Vellani como Kamala Khan / Ms. Marvel:
Uma mutante adolescente de Jersey City que idolatra Danvers e usa uma pulseira mágica que desbloqueou sua habilidade de usar energia cósmica e criar construções sólidas de luz.[10][12][13] Kamala está maravilhada por estar na presença de Danvers e Rambeau, suas heroínas, que o produtor Kevin Feige comparou à aparição de Peter Parker em Captain America: Civil War (2016).[14] Vellani praticou parkour, pois estava intimamente ligada aos movimentos de Kamala no filme.[6]
- Zawe Ashton como Dar-Benn:
Uma revolucionária guerreira Kree empunhando um martelo de acusador que está tentando restaurar sua terra natal após uma guerra civil.[6][15][16] A diretora Nia DaCosta encorajou Ashton a priorizar sua agilidade e força em seu treinamento.[6]
- Gary Lewis como Imperador Dro'ge: O líder dos Skrulls.[17]
- Park Seo-joon como Príncipe Yan: O carismático príncipe do planeta Aladna, marido e aliado de Danvers.[17][18]
- Zenobia Shroff como Muneeba Khan: Mãe de Kamala.[19][8]
- Mohan Kapur como Yusuf Khan: Pai de Kamala.[19][8]
- Saagar Shaikh como Aamir Khan: Irmão mais velho de Kamala.[19][8]
- Samuel L. Jackson como Nick Fury:
O ex-diretor da S.H.I.E.L.D. que está trabalhando na S.A.B.E.R. com os Skrulls no espaço.[20] A produtora executiva Mary Livanos descreveu o papel de Fury no filme com ele sendo visto novamente com a "leveza" retratada no filme Captain Marvel, novamente causada por seu relacionamento engraçado com Carol Danvers.[21]

Além disso, Tessa Thompson reprisa seu papel como Valquíria, de produções anteriores do MCU, enquanto Lashana Lynch reprisa seu papel como a mãe de Monica, Maria Rambeau, de Captain Marvel, ao mesmo tempo em que interpreta uma versão alternativa de Maria, que tem o manto de Binária na cena no meio dos créditos. Leila Farzad e Abraham Popoola interpretam os trabalhadores da S.A.B.E.R., Talia e Dag, enquanto Daniel Ings interpreta Ty-Rone. Hailee Steinfeld reprisa seu papel como Kate Bishop, da minissérie do Disney+, Hawkeye (2021), em uma participação especial, enquanto Kelsey Grammer aparece na cena no meio dos créditos como Dr. Hank McCoy / Fera, reprisando seu papel dos filmes dos X-Men da 20th Century Studios, X-Men: The Last Stand (2006) e X-Men: Days of Future Past ( 2014). Goose, o Flerken de estimação de Carol que se assemelha a um gato, retorna do primeiro filme, interpretado pelos gatos Nemo e Tango, substituindo os gatos anteriores Reggie, Archie, Rizzo e Gonzo do primeiro filme.

## Produção

### Desenvolvimento
Antes do lançamento de Captain Marvel (2019), Brie Larson expressou interesse em uma sequência com a personagem Kamala Khan / Ms. Marvel. O produtor Kevin Feige disse anteriormente que havia planos para introduzir Khan no Universo Cinematográfico Marvel (UCM), e isso seria depois do lançamento de Captain Marvel, já que Kamala é inspirada por Carol Danvers / Capitã Marvel; Iman Vellani foi posteriormente escalada como Kamala Khan para a série de televisão do Disney+, Ms. Marvel (2021). Em março de 2019, Feige disse que o Marvel Studios tinha algumas ideias "bastante incríveis" para uma sequência, que poderia ser ambientada no período de 1990 do primeiro filme ou ir para os dias atuais. Lashana Lynch expressou interesse em reprisar seu papel de Maria Rambeau em uma sequência, mesmo que fosse ambientada no presente. Na San Diego Comic-Con 2019, em julho, Feige confirmou os planos de fazer uma sequência de Captain Marvel.
O desenvolvimento oficial do filme começou em janeiro de 2020, quando Megan McDonnell entrou em negociações para escrever o roteiro, depois de trabalhar anteriormente como roteirista da série do Disney+, WandaVision (2021). Larson foi confirmada para retornar como Danvers, embora Anna Boden e Ryan Fleck não devessem retornar, após dirigirem e co-escreverem o primeiro filme, com o estúdio esperando contratar uma diretora para substituí-los. O filme deve ser ambientado nos dias de hoje e tinha como objetivo ser lançado em 2022. Em abril de 2020, a Disney programou o lançamento do filme para 8 de julho de 2022, preenchendo a data de julho de 2022 que o estúdio havia reservado anteriormente para um filme sem título da Marvel. Em agosto daquele ano, Nia DaCosta foi contratada para dirigir o filme. Justin Kroll, do Deadline Hollywood, chamou isso de "mais um sinal da Marvel continuando a agregar diversidade aos seus filmes" devido ao fato de DaCosta ser a primeira mulher negra contratada como diretora pelo Marvel Studios, acrescentando que o filme provavelmente quebraria o recorde de filme de maior orçamento dirigido por uma mulher negra. O estúdio também considerou Olivia Wilde e Jamie Babbit como diretoras do filme, mas foi dito para DaCosta que ela foi a favorita por algum tempo. DaCosta, uma nerd de quadrinhos autoproclamada, trabalhou com a produtora da Marvel Studios, Mary Livanos, para desenvolver o filme, e citou Livanos em fazê-la se sentir confiante em ter "latitude criativa" para que o filme não fosse "um fantoche em uma corda"; Livanos foi anteriormente a produtora designada para ajudar a desenvolver WandaVision. Larson disse que DaCosta era a "melhor pessoa para o trabalho" e disse que sua proposta para o filme foi incrível, e também observou sua confiança em seu trabalho. Richard Newby, do The Hollywood Reporter, sentiu que a contratação de DaCosta poderia trazer "uma nova energia dinâmica" para a franquia do UCM e da Capitã Marvel, descrevendo DaCosta como "um cineasta que gosta de desafiar noções preconcebidas sobre a relação entre os personagens e a tradição por trás das histórias". Newby sentiu que o filme poderia explorar a decisão de Danvers de deixar a Terra e sua posição como o ser mais poderoso do universo da perspectiva da filha de Maria Rambeau, Monica, uma mulher negra na América atual. A proposta original de DaCosta incluía Adam Warlock e viagens no tempo em sua trama, mas foi informada que Warlock apareceria em Guardians of the Galaxy Vol. 3 (2023) e que a série Loki, do Disney+, já tratava de diversas histórias de viagens no tempo.
Feige anunciou o título do filme como Captain Marvel 2 em dezembro de 2020, com uma nova data de lançamento de 11 de novembro de 2022. Ele confirmou oficialmente o envolvimento de DaCosta e anunciou que Vellani reprisaria seu papel como Kamala Khan no filme, ao lado de Teyonah Parris reprisando seu papel como Monica Rambeau de WandaVision. Parris expressou entusiasmo por trabalhar com DaCosta novamente, depois de estrelar seu filme Candyman (2021), assim como por estrelar ao lado de Larson e Vellani, e por explorar ainda mais o relacionamento de Monica com Danvers, que foi mencionado pela primeira vez em WandaVision. Larson sentiu que "fazia sentido" narrativamente apresentar Kamala e Monica ao UCM em outros projetos antes das três se encontrarem neste filme, algo que ela havia discutido com Feige "desde o início".

### Pré-produção
O trabalho de pré-produção do filme começou em fevereiro de 2021, quando Zawe Ashton foi escalada como a vilã do filme. Naquela época, todos os roteiros de Ms. Marvel haviam sido escritos, então a equipe criativa da Marvel pôde lê-los para saber o que aconteceu com Kamala na série, com Larson também tendo uma aparição na série. As filmagens deveriam ter começado no final de maio, embora algumas filmagens da segunda unidade tenham começado em 9 de abril em Jersey City, Nova Jersey, sob o título provisório "Goat Rodeo", para capturar planos de estabelecimento e aéreos, e telas verdes. Em maio, a Marvel revelou que a sequência seria intitulada The Marvels. Ethan Anderton do /Film observou que o título se refere a Capitã Marvel e à Ms. Marvel, já que o logotipo do filme inclui o mesmo "S" estilizado do logotipo da série Ms. Marvel. Graeme McMillian, do The Hollywood Reporter, reconheceu essa explicação, mas também se perguntou se havia uma conexão com a série de quadrinhos Marvels de 1994—que conta vários eventos do Universo Marvel sob a perspectiva de um fotógrafo—ou um projeto de mesmo nome anunciado em 2020. Ele também se perguntou se "The Marvels" se referia a uma família de heróis, muito parecida com a Família Marvel da DC Comics (agora conhecida como Família Shazam). Mais tarde naquele mês, o trabalho de pré-produção estava começando no Reino Unido.
Park Seo-joon se foi escalado em um papel não revelado em meados de junho e foi confirmado para se juntar à produção depois de concluir o trabalho no filme Concrete Utopia. No mês seguinte, Larson e Parris começaram a se preparar para as filmagens. DaCosta disse que The Marvels lidaria com "coisas específicas, pessoais [e] às vezes tristes", como a forma como as pessoas lidam com a dor e o trauma, mas teria uma história mais leve em comparação com seus filmes Little Woods (2018) e Candyman. Ela também sentiu que tinha mais liberdade criativa em The Marvels do que em seus filmes anteriores. Feige disse que a dinâmica entre Danvers, Khan e Rambeau era o centro do filme e comparou sua equipe à formação dos Vingadores em The Avengers (2012). Ele revelou que The Marvels teria "elementos cósmicos divertidos", incluindo alguns dos quadrinhos "Guerra Kree-Skrull", de Roy Thomas, de 1971, com a história começando diretamente do final de Captain Marvel. Ele descreveu o filme como sendo totalmente diferente da série Secret Invasion do UCM, outra continuação de Captain Marvel e também serve como introdução ao filme.

### Filmagens
As filmagens deveriam começar em 31 de maio de 2021, e começaram em 10 de agosto, no Pinewood Studios em Buckinghamshire, e no Longcross Studios em Longcross, Surrey, Inglaterra. Sean Bobbitt atua como diretor de fotografia. No início das filmagens, Samuel L. Jackson revelou que iria reprisar seu papel como Nick Fury, trabalhando no filme em Londres ao mesmo tempo em que se preparava para filmar a série Secret Invasion. As filmagens de The Marvels ocorreram em Tropea, Itália, começando em 27 de agosto, inclusive na costa do Mar Tirreno. Em 3 de setembro, Park foi para Los Angeles para começar a filmar. Pouco depois, Saagar Shaikh, Zenobia Shroff e Mohan Kapur revelaram que reprisariam seus respectivos papéis como o irmão mais velho de Kamala, Amir, a mãe Muneeba e o pai Yusuf, de Ms. Marvel. Em outubro de 2021, o lançamento do filme foi adiado para 17 de fevereiro de 2023. Park filmou suas cenas por dois meses e concluiu as filmagens na Inglaterra em 2 de novembro. A desenhista de produção, Cara Brower, disse que a escala e o escopo do filme são enormes, contrastando seu trabalho com DaCosta em Candyman. Em abril de 2022, o lançamento do filme foi transferido para 28 de julho de 2023, trocando de lugar com Ant-Man and the Wasp: Quantumania, já que Quantumania estava com a produção mais adiantada que a de The Marvels, que ainda tinham algumas filmagens para acontecer. As filmagens terminaram em meados do mês seguinte.

### Pós-produção
Jackson revelou em meados de junho de 2022 que retornaria a Londres em agosto para trabalhar nas refilmagens de The Marvels, antes de fazer o mesmo em Secret Invasion, e a Marvel estava se preparando para essas refilmagens no final de julho. As filmagens ocorreram no início de agosto no Battery Park, em Nova York, para capturar placas de efeitos visuais. DaCosta revelou em janeiro de 2023 que DaCosta também trabalhou no roteiro do filme ao lado de Elisa Karasik e Zeb Wells, que atuaram respectivamente como roteiristas em Loki (2021–presente) e She-Hulk: Attorney at Law (2022), embora apenas DaCosta, McDonnell e Karasik tenham sido creditados. Em fevereiro de 2023, o lançamento do filme foi adiado para 10 de novembro de 2023, já que a Disney e a Marvel Studios estavam reavaliando sua produção e custos de conteúdo. Isso permitiu mais tempo para a pós-produção. Joanna Robinson, do The Ringer, relatou em abril que o filme estava passando por uma "grande revisão" e refilmagens. Com o lançamento do primeiro trailer, o papel de Ashton foi revelado como Dar-Benn, enquanto Daniel Ings se juntou ao elenco como Ty-Rone. Foi relatado que Lynch estava reprisando seu papel como Maria Rambeau, ao lado de Cobie Smulders e Randall Park em seus respectivos papéis como Maria Hill e Jimmy Woo, embora Smulders negasse seu envolvimento em junho. Em junho, foi revelado que Gary Lewis se juntou ao elenco, interpretando Imperador Dro'ge. Também em junho, a Marvel Studios realizou um teste público "atípico" no Texas, que teria recebido respostas mistas. Tessa Thompson foi confirmada para aparecer no filme como Valquíria com o lançamento do trailer final no início de novembro de 2023.
Os efeitos visuais do filme foram criados pela Industrial Light & Magic, Rise FX, Rising Sun Pictures, Sony Pictures Imageworks, Trixter, Wētā FX e Wylie Co., enquanto Tara DeMarco atua como supervisora de efeitos visuais. Catrin Hedström é a editora do filme, depois de trabalhar com DaCosta em Candyman, ao lado de Evan Schiff.

## Trilha sonora
Em janeiro de 2022, Laura Karpman foi contratada para compor a trilha sonora do filme, depois de compor para a primeira temporada da série What If...? (2021) e Ms. Marvel. A música "The Marvels Suite" foi apresentada na Orquestra da Filadélfia em 3 de junho de 2023. É uma versão concisa da música que Karpman trabalhou antes de compor a trilha. Karpman explicou que ela queria que o tema tivesse "certos tipos de saltos" na música para representar o vôo de Danvers, ao mesmo tempo que tivesse "poder", "impulso" e "toque" para representar Danvers, Monica e Kamala chegando juntas como um trio. Para o tema de Kamala, Karpman resolveu trazer alguns músicos "fantásticos" do Paquistão e da Índia para colaborar com ela na criação de um tema importante que pudesse representar a herança de Kamala na maior parte do tempo, criando sons incríveis que "aumentam, misturam e explodem" um super-herói tradicional da Marvel, opinando que uma personagem como Kamala não deveria ser diferente e que seu tema de "super-heroína crescida" é sobre sua adolescência, considerando como sua formação foi importante em sua série. Ela também pesquisou como seria o som no espaço para as cenas de aventura cósmica. O tema principal do filme, "Higher. Further. Faster. Together.", estreou na última noite dos bailes de formatura da BBC em 9 de setembro de 2023. Os temas de John Ottman de suas trilhas sonoras dos filmes dos X-Men, da 20th Century Fox, X2 (2003) e X-Men: Days of Future Past (2014), são apresentados no filme.
Todas as músicas compostas por Laura Karpman.
| N.º            | Título                               | Duração |  |
| 1.             | "Higher. Further. Faster. Together." | 3:51    |  |
| 2.             | "Dar-Benn"                           | 3:01    |  |
| 3.             | "Tear in Spacetime"                  | 1:32    |  |
| 4.             | "Surge"                              | 2:19    |  |
| 5.             | "Stop Spinning"                      | 1:21    |  |
| 6.             | "Arrival on Tarnax"                  | 1:32    |  |
| 7.             | "Peace Negotiations"                 | 2:42    |  |
| 8.             | "Entangled"                          | 1:48    |  |
| 9.             | "Reunion"                            | 1:40    |  |
| 10.            | "Free Fall"                          | 1:45    |  |
| 11.            | "Evacuation"                         | 7:31    |  |
| 12.            | "Connected"                          | 2:09    |  |
| 13.            | "Hala"                               | 2:06    |  |
| 14.            | "Arrival on Aladna"                  | 1:30    |  |
| 15.            | "Voices of Aladna"                   | 6:37    |  |
| 16.            | "War Preparations"                   | 1:13    |  |
| 17.            | "Forces Arrive"                      | 3:48    |  |
| 18.            | "Power"                              | 3:05    |  |
| 19.            | "O Captain! My Captain!"             | 2:33    |  |
| 20.            | "Chosen Family"                      | 1:51    |  |
| 21.            | "On Fire"                            | 2:50    |  |
| 22.            | "Final Fight"                        | 1:06    |  |
| 23.            | "Dar-Benn's Destiny"                 | 2:47    |  |
| 24.            | "Greater Purpose"                    | 5:29    |  |
| 25.            | "Restoration"                        | 2:20    |  |
| 26.            | "Captain Rambeau"                    | 2:08    |  |
| 27.            | "Home"                               | 2:20    |  |
| 28.            | "The Marvels"                        | 2:47    |  |
| Duração total: | Duração total:                       | 1:15:00 |  |

## Marketing
Larson, Parris e Vellani apareceram na D23 Expo 2022 para promover o filme e mostrar imagens exclusivas. O primeiro trailer estreou no Good Morning America em 11 de abril de 2023. Edidiong Mboho, do Collider, sentiu que o teaser "entrega o charme e a ação pelos quais o UCM é conhecido". Charles Pulliam-Moore, do The Verge, disse que o trailer "deixa poucas dúvidas" de que Danvers, Rambeau e Khan "vão acabar formando uma equipe e tanto e [o filme] pode ter apenas uma das cenas de luta de "troca de lugar" mais inventivas do UCM". Acredita-se que a aparição de Jackson no teaser seja um spoiler para o final de Secret Invasion, indicando que Fury sobreviveu à série após especulações antes do lançamento da série acreditarem que era possível que o personagem morresse no final. A Marvel Studios e a Bic formaram uma parceria para criar canetas de edição limitada inspiradas no filme, bem como o sorteio "Write with Might" que oferecia a chance de ganhar uma viagem para a estreia do filme em Hollywood. Pita Pit também fez parceria com a Marvel Studios e a Walt Disney Pictures para lançar o novo smoothie de edição limitada "Banana Chai" para promover o filme. Após o fim da greve da SAG-AFTRA de 2023, Larson foi confirmada para aparecer no The Tonight Show, estrelado por Jimmy Fallon, ao lado de Tom Hiddleston em 10 de novembro para promover o filme, assim como o final da segunda temporada de Loki.

## Lançamento

### Cinema
The Marvels estreou em Las Vegas em 7 de novembro de 2023, com o elenco do filme impossibilitado de comparecer devido à greve da SAG-AFTRA de 2023. Foi lançado na Coreia do Sul em 8 de novembro, e nos Estados Unidos e na China em 10 de novembro de 2023, em IMAX, ScreenX e 4DX. Em Portugal e no Brasil, o filme foi lançado em 9 de novembro de 2023. Inicialmente não se esperava que o filme tivesse um lançamento IMAX, já que Dune: Part Two estava planejado para ser lançado em 3 de novembro de 2023 e teria acesso às telas IMAX por cinco a seis semanas. Dune: Part Two foi adiado até 15 de março de 2024, com o CEO da IMAX Corporation, Richard Gelfond, observando anteriormente que, caso isso acontecesse, a empresa se concentraria em exibir The Marvels em IMAX, o que foi posteriormente confirmado. Anteriormente The Marvels chegou a ser agendado para os dias 8 de julho de 2022, 11 de novembro de 2022, 17 de fevereiro de 2023, e 28 de julho de 2023. Faz parte da Fase Cinco do UCM.

### Home video
O filme foi lançado pela Walt Disney Studios Home Entertainment para download digital em 16 de janeiro de 2024, no Disney+ em 7 de fevereiro, e em Ultra HD Blu-ray, Blu-ray e DVD em 13 de fevereiro. Inclui cenas excluídas e recursos de bastidores.

## Recepção

### Bilheteria
The Marvels arrecadou 84,5 milhões de dólares nos Estados Unidos e Canadá, e 121,6 milhões de dólares em outros territórios, totalizando 206,1 milhões de dólares em todo o mundo. É o filme de menor bilheteria do MCU, e devido ao alto orçamento não alcançou seu ponto de equilíbrio contábil relatado de 439,6 milhões de dólares, enquanto supostamente precisava ganhar cerca de 700 milhões de dólares para se tornar lucrativo. Algumas publicações rotularam o filme como a primeira bomba de bilheteria da franquia MCU. Apesar disso, ultrapassou A Wrinkle in Time (2018) para se tornar o filme de maior bilheteria dirigido por uma mulher negra.
Nos Estados Unidos e Canadá, The Marvels foi originalmente projetado para arrecadar cerca de 60 milhões de dólares em 4.030 cinemas em seu fim de semana de estreia. Depois de fazer 21,3 milhões de dólares no seu primeiro dia (incluindo 6,6 milhões de dólares das pré-estreias de quinta à noite, abaixo dos 20,7 milhões de dólares arrecadados pelo primeiro filme em 2019), as estimativas foram reduzidas para 47–52 milhões de dólares. Estreou com 46,1 milhões de dólares, liderando as bilheterias e marcando o melhor valor de abertura para uma diretora negra. No entanto, isso também marcou o fim de semana de estreia mais baixo para um filme do MCU, tirando o recorde de The Incredible Hulk (2008). Em seu segundo fim de semana, o filme arrecadou 10,12 milhões de dólares e terminou em quarto lugar, atrás dos estreantes The Hunger Games: The Ballad of Songbirds and Snakes, Trolls Band Together e Thanksgiving. Esta foi uma queda de 78% em relação ao primeiro fim de semana, que foi a maior queda no segundo fim de semana para qualquer filme de super-herói de Hollywood. The Marvels faturou 6,4 milhões de dólares em seu terceiro fim de semana, terminando em sexto lugar. Em 3 de dezembro, durante o quarto fim de semana do filme, a Disney descreveu a bilheteria do filme como "desacelerando" e disse que o estúdio não divulgaria mais suas receitas de bilheteria no fim de semana, apesar de se esperar que o filme continue sendo exibido nos cinemas durante o feriado de Ano Novo. Arrecadou 2,4 milhões de dólares adicionais em seu quarto fim de semana, saindo do top 10 para o 11º lugar.
Discutindo por que o desempenho de bilheteria do filme foi tão baixo, Anthony D'Alessandro, do Deadline Hollywood, rejeitou as alegações de que o filme foi impactado pela "fadiga geral dos super-heróis" e, em vez disso, culpou o marketing sem brilho e a superexposição do conteúdo do MCU no Disney+. O CEO da Disney, Bob Iger, também atribuiu o fracasso do filme à grande quantidade de conteúdo MCU que a Disney produziu para seu serviço de streaming, mas acrescentou que a supervisão diária insuficiente dos executivos da Disney durante a produção também era parcialmente culpada. Vários comentaristas discordaram desta declaração, com alguns apontando que a Marvel é conhecida por ter muita supervisão executiva em todos os seus projetos. Outros achavam que Iger estava colocando injustamente toda a culpa em DaCosta, e notaram vários casos em que DaCosta parecia ter sido alvo injusto da Disney antes dos comentários de Iger. James Whitbrook, do Gizmodo, disse que as "críticas cada vez mais públicas a DaCosta do estúdio estão apenas começando a parecer estranhas", e ele observou que The Marvels não foi o único filme de 2023 da Disney a fracassar nas bilheterias.

### Crítica
The Marvels polarizou os críticos. O Screen Rant, em uma síntese de críticas negativas do filme, descobriu que as críticas diziam a respeito principalmente aos personagens e à falta de coesão do filme, mas também que The Marvels poderia sofrer com o surgimento de uma "fadiga da Marvel" mais geral, enquanto a Variety, cobrindo a resposta positiva ao filme, insistiu que vários comentaristas acharam o filme engraçado e elogiaram sua curta duração. No Rotten Tomatoes, 61% das 339 avaliações dos críticos são positivas, com uma classificação média de 5,9/10. O consenso do site diz: "Engraçado, refrescantemente breve e elevado pela química de suas três protagonistas, The Marvels é fácil de desfrutar no momento, apesar de sua história confusa e mudanças de tom confusas". O Metacritic, que utiliza uma média ponderada, atribuiu ao filme uma pontuação de 50 em 100, com base em cinquenta e sete avaliações, indicando críticas "mistas ou médias". A resposta do público, segundo o CinemaScore, foi relativamente positiva, porém abaixo da média, com uma nota "B" (numa escala de F a A+), empatado como a pior recepção para um filme do MCU, enquanto uma pesquisa do PostTrak deu ao filme um índice de recepção positiva de 73%.
Escrevendo para o The Hollywood Reporter, Lovia Gyarkye elogiou a direção de DaCosta como "cinética" e sentiu que a direção e o "estilo íntimo de contar histórias" permitem que o público veja as personagens principais de "pontos de vista novos e divertidos". Abby Olcese, da Paste, avaliou o filme com nota 8,5/10 e elogiou-o por brincar com o gênero e extrair a "estética" da série Ms. Marvel; Olcese sentiu que "a direção segura e eficiente de DaCosta" era um exemplo do que o MCU poderia ter sido se a franquia "não tivesse ficado atolada em efeitos toscos e lore exagerada". Em contraste, James Mottram, da NME, deu ao filme uma classificação de 3/5 estrelas e sentiu que o filme "nunca atinge o mesmo nível de envolvimento" que Candyman, de DaCosta, mesmo com "um roteiro repleto de boas falas e um elenco de dispostos participantes”. Christy Lemire, do RogerEbert.com, deu ao filme uma crítica negativa com uma avaliação de 1,5 estrelas, chamando-o de "terrível" e opinou que é "o pior filme do Universo Cinematográfico Marvel" com apenas os momentos musicais como "um deleite inesperado e muito necessário".
Apesar da recepção crítica mista, as performances foram recebidas com elogios. Peter Bradshaw, do The Guardian, descreveu o trio principal como "um conjunto intergaláctico divertido". Peter Travers, da ABC News, elogiou da mesma forma que "Se existe química, Larson, Parris e Vellani a têm". Vellani, em particular, recebeu elogios, com Amelia Emberwing, do IGN, declarando que ela "previsivelmente rouba a cena". Helen O'Hara, da Empire, elogiou o humor e a profundidade emocional de Kamala com as "duas heroínas mais velhas". Christian Holub, da Entertainment Weekly, fez uma crítica morna do filme e opinou que era "uma mistura que tenta conciliar muitos personagens e enredos diferentes", mas elogiou Vellani como uma "estrela brilhante".

## Documentário especial
Em fevereiro de 2021, foi anunciada a série documental Marvel Studios: Assembled. O especial do filme, "The Making of The Marvels", foi lançado na Disney+ em 7 de fevereiro de 2024.